# دهستان باغستان (فردوس)
دهستان باغستان، دهستانی در بخش اسلامیه شهرستان فردوس است. مرکز این دهستان روستای باغستان سفلی است.

## گسترش محدوده دهستان
بر پایهٔ ابلاغیه‌ای از وزرات کشور در سال ۱۳۸۳، روستای سرند و مزارع و مکان‌های تابعه آن شامل باغستان سرند، چاه اسلام، چاه امید، چاه انقلاب (توکل ۱)، چاه توکل (۵)، چاه حجتیه، چاه خمسه، چاه سجادیه، چاه کوثر، چاه همت، چاه قنات نو، قنات کهنه، فیض آباد، حیدرآباد، برج غفور، موتور اثنی عشر، چاه شرکت الرضا، چاه نیمه عمیق امام، چاه عمیق اثنی عشر، چاه عمیق محب راد، چاه دامداری محب راد، چاه شرکت کبود، پمپ آب، استخر و چاه‌های آب شرب شماره ۱، ۲، ۳، ۴ و ۵ فردوس از بخش مرکزی شهرستان سرایان استان خراسان جنوبی منتزع و به دهستان باغستان از بخش مرکزی شهرستان فردوس در استان خراسان رضوی الحاق شد.

## ارتقاء باغستان علیا به شهر و تغییر مرکز دهستان
تا سال ۱۳۹۹، مرکز این دهستان، روستای باغستان علیا بود که در این سال و همزمان با جدا شدن بخش اسلامیه از بخش مرکزی شهرستان فردوس، با تغییر نام به باغستان، به شهر ارتقا پیدا کرد. پس از آن، روستای باغستان سفلی به عنوان مرکز دهستان باغستان انتخاب شد.

## جمعیت
این دهستان، بر اساس سرشماری سال ۱۳۸۵، تعداد ۵٬۳۹۵ نفر و در سرشماری ۱۳۹۵، تعداد ۵٬۴۳۸ نفر جمعیت داشته‌است. با توجه به ارتقای روستای باغستان علیا به شهر، جمعیت محدوده کنونی این دهستان، ۲٬۷۳۴ نفر می‌باشد.